# Сунджон (правитель Корё)
Сунджон (кор. 순종, 順宗, Sunjong) — 12-й правитель корейского государства Корё, правивший со 2 сентября по 5 декабря 1083 года. Имя — Хун (кор. 훈, 勳, Hun). Второе имя — Ыйгон (кор. 의공, 義恭, Uigong).
Посмертные титулы — Ёнмён чонхон Сонхе-тэван.